# XXXI Puchar Gordona Bennetta (balonowy)
31 Puchar Gordona Bennetta – zawody balonów wolnych o Puchar Gordona Bennetta zorganizowane w Seefeld in Tirol w Austrii. Start nastąpił 3 października 1987 roku.

## Uczestnicy
Wyniki zawodów.
| Zajęte miejsce | Balon            | Załoga Pilot Pomocnik pilota        | Kraj              | Czas lotu [h]   | Odległość [km]  | Miejsce lądowania       |
| -------------- | ---------------- | ----------------------------------- | ----------------- | --------------- | --------------- | ----------------------- |
| 1.             | HB-BBL Volksbank | Josef Starkbaum Gerd Scholz         | Austria           | 32:16           | 852,00          | Scoce, Titograd (F_YUG) |
| 2.             |                  | Karl Spenger Martin Messner         | Szwajcaria        | 42:04           | 800,00          | Arilje (F_YUG)          |
| 3.             |                  | Thomas Fink Erich Märkl             | RFN               | 17:44           | 611,00          | Travnik (F_YUG)         |
| 4.             |                  | Volker Kuinke Gustav Vormbäumen     | RFN               | 19:00           | 581,00          | Derventa (F_YUG)        |
| 5.             | SP-BZR Polonia   | Stefan Makné Grzegorz Antkowiak     | Polska            | 19:00           | 576,00          | Skender-Vakuf (F_YUG)   |
| 6.             |                  | Gerold Signer Silvan Osterwalder    | Szwajcaria        | 19:00           | 571,00          | Glamoc (F_YUG)          |
| 7.             |                  | Lawrence Hyde Marsha Lambertson     | Stany Zjednoczone | 18:00           | 552,00          | Markonjicgrad (F_YUG)   |
| 8.             |                  | Helma Sjuts Alexander Schubert      | RFN               | 19:00           | 532,00          | Laktasi (F_YUG)         |
| 9.             |                  | Troy Bradley Charles Dewey Reinhard | Stany Zjednoczone | 18:00           | 176,00          | Saal (GER)              |
| -              |                  | Jacques Soukup Mark Sullivan        | Stany Zjednoczone | nie wystartował | nie wystartował | nie wystartował         |